# Botija (vaso)

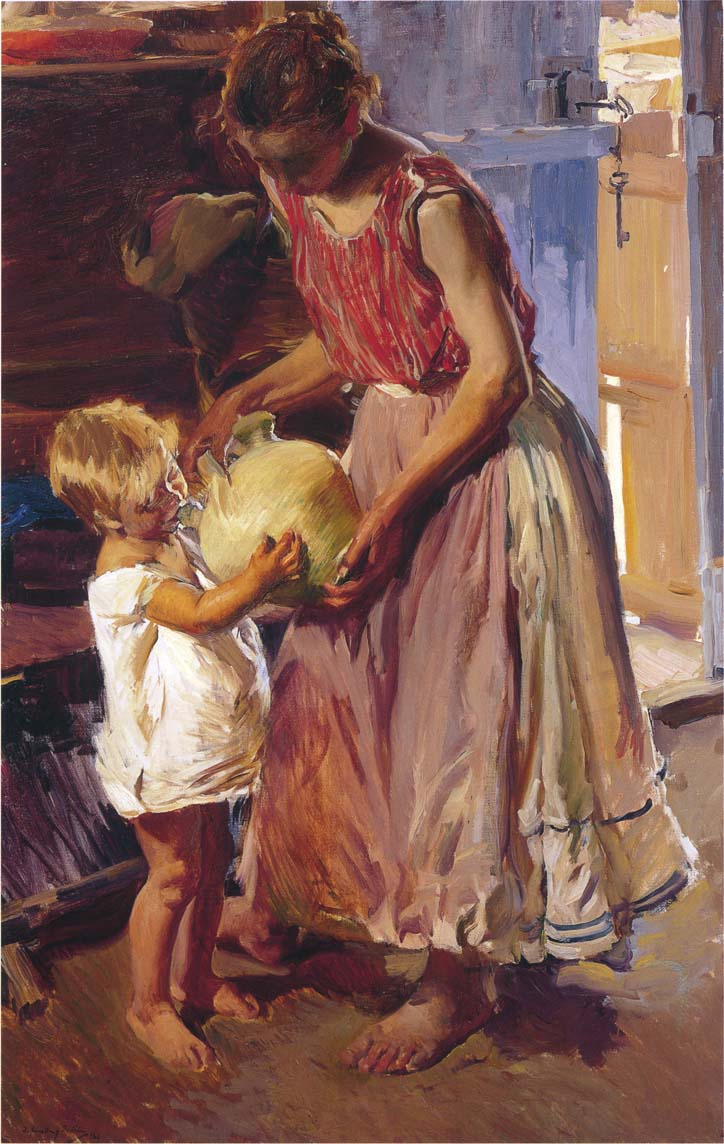
O "botijo" (c. 1904), de Joaquín Sorolla i Bastida. Coleção privada.

Uma botija (também chamada de moringa, botijo e búcaro em espanhol) é um recipiente tradicional de argila porosa da Espanha, projetado para conter água. A botija tem a propriedade de, uma vez preenchida, resfriar a água que contém, atuando como um resfriador evaporativo.
Conhecida também como botijo, esse recipiente é um elemento típico da cultura espanhola e pode variar em forma, cor e material. Por exemplo, o búcaro de Indias é um tipo especial, feito de argila perfumada do México, que foi premiado na Europa. Em outros casos, a botija tem uma barriga larga (comum) mas varia na quantidade de bocas por onde onde é preenchida e na quantidade de saídas chamadas pitón ou pitorro para beber.

## Funcionamento
O princípio de funcionamento da botija é o seguinte: a água armazenada é filtrada através dos poros da argila e, em contato com o ambiente seco externo (característica do clima mediterrâneo), evapora, produzindo um resfriamento (2,219 quilo de joules por grama de vapor evaporado). água). A chave para resfriá-lo é pela evaporação da água de sangria, à medida que a água evapora, extrai energia térmica da água armazenada no interior do jarro.

## Outros usos
1. Na Espanha, a botija foi usada para conter querosene durante o transporte para outros países.
2. No Brasil, foram usadas para esconder dinheiro enterradas no subsolo (impedindo que a umidade atingisse o dinheiro)[1][2].
3. Em Cuba, as botijas foram usadas como instrumentos musicais no final do século 19[3].

## Cultura popular brasileira

### Expressão de flagrante
No Brasil, existe uma expressão popular chamada "pego(a) com a boca na botija" usada quando se pega alguém em flagrante cometendo algum ato proibido. A expressão é em referência para quando se é apanhado bebendo na botija alheia, ou seja, fazendo algo que não é permitido.

### Sinônimo de tesouro
Por muitas décadas, foi cultivada a cultura de utilizar as botijas no Nordeste brasileiro para guardar bens pessoais na forma de dinheiro, ouro em barras ou em moedas, jóias preciosas (ou quaisquer bens de valor que coubesse dentro deste vaso) como cofre improvisado enterrado no subsolo. Com isso, entrou para o vocabulário brasileiro o termo botija para designar vasos, caixas, potes e baús que contém tesouros guardados e enterrados. Obras na literatura brasileira sobre o nordeste exploram bastante os contos sobre botijas encontradas, sobretudo o filme "O Homem que desafiou o diabo (2007)" possui uma passagem onde o protagonista desenterra uma "botija de ouro".